# シェミスラブ・コバルチェク
シェミスラブ・コバルチェク（Przemyslaw Kowalczyk、1998年6月28日 - ）は、ポーランドの男性総合格闘家。Koloseum Kuznia Formy Pulawy所属。

## 来歴
幼少期から体格に恵まれており教師の勧めで12歳から6年間は陸上の砲丸投げとハンドボールを経験、いずれもポーランド国内大会に学校の代表として出場した。その後18歳から格闘技を始め、ブラジリアン柔術、レスリング、ボクシング、キックボクシング、テコンドー、ムエタイを習う。
アマチュアMMAで22試合を経験。20勝2敗という輝かしい戦績を収め、ポーランド王者にも4度輝いた。
2023年、国内のプロモーション「バビロンMMA 36」でプロMMAデビューして以降、これまで3戦すべてにおいて、長いリーチを活かした鋭いパンチとテイクダウンを織り混ぜ、最終的には強烈なパウンドを叩き込み1R TKO勝利を収めている。

### RIZIN
2024年3月以降、RIZINとKSWの2団体が獲得に興味を持っていたが、両団体は協力関係にあることからマッチメーカー同士の話し合いにより、RIZINが先に契約。
2024年6月9日、RIZIN初参戦となったRIZIN.47で極真空手世界王者の上田幹雄と対戦し、1R腕ひしぎ十字固めで一本勝ちを収めた。

## 戦績

### プロ総合格闘技
| 総合格闘技 戦績 | 総合格闘技 戦績 | 総合格闘技 戦績 | 総合格闘技 戦績 | 総合格闘技 戦績 | 総合格闘技 戦績 | 総合格闘技 戦績 |
| --------------- | --------------- | --------------- | --------------- | --------------- | --------------- | --------------- |
| 4 試合          | (T)KO           | 一本            | 判定            | その他          | 引き分け        | 無効試合        |
| 4 勝            | 3               | 1               | 0               | 0               | 0               | 0               |
| 0 敗            | 0               | 0               | 0               | 0               | 0               | 0               |

| 勝敗 | 対戦相手                     | 試合結果                 | 大会名                      | 開催年月日    |
| ○    | 上田幹雄                     | 1R 2:08 腕ひしぎ十字固め | RIZIN.47                    | 2024年6月9日  |
| ○    | ルイス・カルロス・デ・ブリト | 1R 2:38 KO (パンチ)      | CAVEMMA 4: Blood Circle     | 2024年3月1日  |
| ○    | ラファウ・ヤシュチュク       | 1R 3:30 KO (パンチ)      | CAVEMMA 3: Rave in the Cave | 2023年9月22日 |
| ○    | マチェジ・シェラツキ         | 1R 2:21 KO (パンチ)      | Babilon MMA 36              | 2023年6月10日 |

### アマチュア総合格闘技
| 勝敗 | 対戦相手                 | 試合結果          | 大会名                            | 開催年月日     |
| ○    | クシシュトフ・ストラレク | 1R 1:09 TKO       | ALMMA 212: Puchar Polski MMA 2022 | 2022年3月12日  |
| ○    | フベルト・ブラフ         | 4分1R終了 判定3-0 | ALMMA 212: Puchar Polski MMA 2022 | 2022年3月12日  |
| ○    | パヴェウ・オレシチュク   | 4分1R終了 判定3-0 | ALMMA 212: Puchar Polski MMA 2022 | 2022年3月12日  |
| ×    | イヴォ・バラニエフスキ   | 4分1R終了 判定3-0 | ALMMA 193: Puchar Polski MMA 2021 | 2021年5月15日  |
| ○    | マテウシュ・オレフ       | 4分1R終了 判定3-0 | ALMMA 193: Puchar Polski MMA 2021 | 2021年5月15日  |
| ○    | コンラド・ノヴァコフスキ | 1R 1:07 TKO       | ALMMA 193: Puchar Polski MMA 2021 | 2021年5月15日  |
| ○    | ヤロスワフ・ミロスワフ   | 4分1R終了 判定3-0 | Madness Cage Fighting 5           | 2019年12月28日 |
| ○    | カロル・トゥルチンスキ   | 1R 0:31 TKO       | ALMMA 176                         | 2019年11月10日 |
| ○    | シュモン・ペトカ         | 4分1R終了 判定3-0 | ALMMA 166: Puchar Polski MMA 2019 | 2019年4月7日   |

### 補足映像
1. ↑  『【番組】RIZIN CONFESSIONS #152（※番組内で試合映像＆シェミスラブ・コバルチェックと上田幹雄による試合振り返りドキュメンタリー番組）』RIZIN公式YouTubeチャンネル、2024年。